# Teodozewo
Teodozewo – wieś w Polsce położona w województwie wielkopolskim, w powiecie gostyńskim, w gminie Poniec.
W okresie Wielkiego Księstwa Poznańskiego (1815-1848) miejscowość wzmiankowana jako kolonia Teodorowo należała do wsi mniejszych w ówczesnym pruskim powiecie Kröben (krobskim) w rejencji poznańskiej. Teodorowo należało do okręgu krobskiego tego powiatu i stanowiło część majątku Rokosowo, którego właścicielem był wówczas (1846) Józef Mycielski. Według spisu urzędowego z 1837 roku wieś liczyła 58 mieszkańców, którzy zamieszkiwali 8 dymów (domostw).
W latach 1975–1998 miejscowość administracyjnie należała do województwa leszczyńskiego.